# Predajná
Predajná (ungarisch Garampéteri – bis 1902 Péteri) ist eine Gemeinde in der Mitte der Slowakei, mit 1265 Einwohnern (Stand 31. Dezember 2024) und gehört zum Okres Brezno, einem Teil des Banskobystrický kraj.

## Geographie
Die Gemeinde liegt in der Tallandschaft Horehronské podolie (informell Horehronie) beim Zusammenfluss des Baches Jasenica mit dem Hron. Nördlich erhebt sich der Hauptkamm der Niederen Tatra und südlich die Poľana. Das Ortszentrum liegt auf einer Höhe von 461 m n.m. und ist 15 Kilometer westlich von Brezno und 26 Kilometer östlich von Banská Bystrica gelegen.

## Geschichte
Der Ort wurde zum ersten Mal 1284 als Predynich schriftlich erwähnt und gehörte von 1358 bis 1848 zum Herrschaftsgut der Burg Liptsch. Vom 17. bis zum 19. Jahrhundert arbeitete hier eine Brauerei, im 19. Jahrhundert ein Sägewerk. Haupteinnahmequelle der Bevölkerung war Landwirtschaft.

## Bevölkerung
| Jahr                | 1994 | 2004    | 2014    | 2024    |
| ------------------- | ---- | ------- | ------- | ------- |
| Anzahl der Personen | 1272 | 1384    | 1338    | 1265    |
| Unterschied         |      | +8,80 % | −3,32 % | −5,45 % |

| Jahr                | 2023 | 2024    |
| ------------------- | ---- | ------- |
| Anzahl der Personen | 1291 | 1265    |
| Unterschied         |      | −2,01 % |

Ergebnisse der Volkszählung 2001 (1385 Einwohner)
| Nach Ethnie: - 98,22 % Slowaken - 0,82 % Tschechen - 0,30 % Roma - 0,30 % Ruthenen | Nach Religion: - 85,29 % römisch-katholisch - 9,06 % Atheisten - 2,60 % evangelisch |

## Sehenswürdigkeiten
- römisch-katholische Dreikönigskirche (slowakisch Kostol Troch kráľov) aus dem Jahr 1612